# 普赖萨斯
普赖萨斯（法語：Prayssas，法語發音：[pʁɛsas]）是法国洛特-加龙省的一个市镇，属于阿让区。

## 地理
普赖萨斯（44°17'16"N, 0°30'32"E）面积26.48 平方千米，位于法国新阿基坦大区洛特-加龍省，该省份为法国西南部内陆省份，北起多爾多涅省，西接吉倫特省和朗德省，南至热尔省，东临塔恩-加龙省和洛特省。
与普赖萨斯接壤的市镇（或旧市镇、城区）包括：蒙珀扎、弗雷日蒙、拉塞佩德、洛尼亚克、小吕西尼昂、马达扬、圣萨尔维。

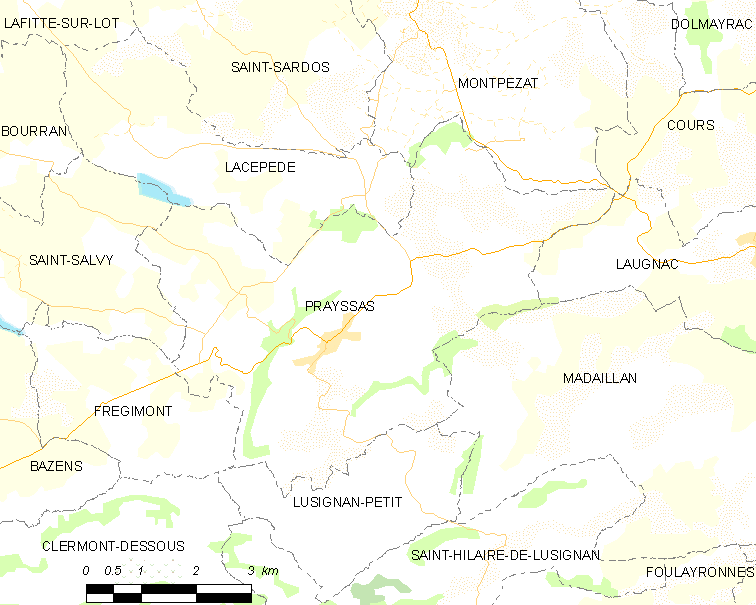
普赖萨斯的OSM定位图

普赖萨斯的时区为UTC+01:00、UTC+02:00（夏令时）。

## 行政
普赖萨斯的邮政编码为47360，INSEE市镇编码为47213。

## 政治
普赖萨斯所属的省级选区为汇流县。

## 人口

1962-2008年间普赖萨斯人口变化图示

普赖萨斯于2022年1月1日时的人口数量为995人。